# Ausschreitungen in Erfurt 1975
Mit den Ausschreitungen in Erfurt fanden im August 1975 in Erfurt, DDR die ersten ausländerfeindlichen, pogromartigen Ausschreitungen nach 1945 in Deutschland statt. Die Ereignisse vom 10. bis 13. August richteten sich gegen algerische Vertragsarbeiter, die ab Juni 1975 in verschiedenen Erfurter Betrieben beschäftigt waren. Während dieses Zeitraums wurden Algerier von Deutschen mehrfach durch die Erfurter Innenstadt gejagt und dabei mit Eisenstangen und Holzlatten attackiert.

## Vorgeschichte
Schon vor dem 10. August gab es seit der Ankunft algerischer Vertragsarbeiter Konflikte zwischen Deutschen und Algeriern. So gingen den Ausschreitungen in den Monaten Juni und Juli 1975 mehrere tätliche Auseinandersetzungen in Gaststätten und bei Tanzveranstaltungen zwischen Deutschen, Algeriern und Ungarn voraus.
Gleichzeitig wurde den algerischen Vertragsarbeitern schon vor dem 10. August gerüchteweise Unsauberkeit, fehlende Arbeitsmoral, Alkoholismus und Umgang mit Prostituierten vorgeworfen. Es kursierten außerdem die Vermutungen, dass die algerischen Vertragsarbeiter besser entlohnt und auch bei der Wohnungssuche begünstigt würden. In einem Interview mit dem Mitteldeutschen Rundfunk vermutet ein damaliger Angehöriger der Deutschen Volkspolizei (VP), der bei den Ausschreitungen am 12. August anwesend war, die Ursachen in einem konkreten Ereignis. Demnach wurden die algerischen Vertragsarbeiter in Wohnungen untergebracht, die zuvor bereits DDR-Bürgern versprochen waren.
So verbreiteten sich neben den Gerüchten zur ungleichen Behandlung von Deutschen und Algeriern auch frei erfundene Anschuldigungen, die den algerischen Vertragsarbeitern Vergewaltigung von deutschen Frauen sowie den Mord an bis zu zehn Deutschen vorwarfen. Die Bezirksverwaltung Erfurt des Ministeriums für Staatssicherheit (MfS) ermittelte zu allen Gerüchten. Sie fand jedoch keine einzige schwere Straftat, die durch Algerier begangen worden war. Tatsächlich stellte das MfS fest, dass bereits seit dem Eintreffen der Algerier in Erfurt von mehreren Personen „permanent Gerüchte in Umlauf gesetzt worden [waren], die jeglicher Grundlage entbehrten“. Einer der Rädelsführer hatte offenbar bereits Tage vor den Vorfällen Schlägereien mit Algeriern geplant.
In der letzten Juniwoche 1975 trafen rund 150 algerische Vertragsarbeiter in Erfurt ein; insgesamt arbeiteten in den folgenden Jahren etwa 8.000 Algerier in der DDR. Ein internes Papier des Volkseigenen Bau- und Reparaturkombinats Erfurt bereitete Belegschaften mit kolonial-rassistischen Stereotypen auf die Ankunft der Algerier vor und wurde erst nach den Augustereignissen durch das MfS eingezogen. Bereits Wochen vor dem 10. August kursierten in der Stadt frei erfundene Gerüchte über Vergewaltigungen und Morde, die Ermittler später ausnahmslos als falsch einstuften.

## Ablauf
Die folgenden Schilderungen nehmen Bezug auf die Recherchen des Mitteldeutschen Rundfunks und des Historikers Harry Waibel. Beide beziehen sich auf Akten des MfS. Entsprechend muss bedacht werden, dass sich das MfS in seinen Akten auf die Berichte von Volkspolizisten und Mitarbeitern des MfS bezieht und die Perspektive der algerischen Vertragsarbeiter kaum aufgenommen hatte.
Weiterhin weisen die Interpretationen des MDR den algerischen Vertragsarbeitern eine gewisse Mitschuld an den Übergriffen zu. Besonders bei der ersten Hetzjagd am 10. August wird offenbar davon ausgegangen, dass erst das übergriffige Verhalten eines Algeriers gegenüber einer deutschen Frau zu der Eskalation der Situation führte. Gleichzeitig ist bekannt, dass gezielt falsche Gerüchte über Algerier verbreitet wurden und gewaltbereite deutsche Jugendliche Algerier in der Erfurter Innenstadt gezielt provozierten und angriffen. Unklar bleibt deswegen, wie spontan die rassistischen Übergriffe ab dem 10. August wirklich waren.
Unbetrachtet bleibt im Folgenden auch, dass sich die meisten Ereignisse zwischen dem 10. und 13. August tagsüber schwerpunktmäßig in der Erfurter Innenstadt abspielten. Klar ist deswegen, dass neben den Angreifern auch zahlreiche Passanten sowie Schaulustige anwesend waren. 

### 10. August
Am 10. August eskalierte die Situation in Erfurt erstmals. Laut der Dokumentation des MfS versuchte ein Algerier auf dem Rummel am Domplatz eine deutsche Frau gegen ihren Willen zu küssen. Einige deutsche Jugendliche beobachteten den Vorfall und brachen dem Mann das Nasenbein. Auch ein zweiter Algerier wurde verprügelt. Daraufhin seien die ungefähr 25 Algerier vom Domplatz Richtung Fischmarkt geflohen. „In aufgebrachter, pogromhafter Stimmung folgten ihnen zuerst etwa 150, später nahezu 300 Jugendliche.“ Sie schlugen „mit auf Baustellen und von Marktständen entwendeten Latten und Stangen“ auf die Algerier ein. Ein später als Haupttäter verurteilter Deutscher hatte einen Schäferhund auf die Vertragsarbeiter gehetzt.
Zeitnahe interne Protokolle verzeichnen einen Hundeeinsatz der Volkspolizei, bei dem drei Algerier schwer verletzt wurden; erst danach schwoll die Menge auf etwa 300 Personen an und skandierte unter anderem „Schlagt die Algerier tot“. Zeitzeugen berichten von Verfolgungen bis zum Hauptbahnhof; Ein Zeitzeuge etwa, Hamdane Abboud wurde am Kopf verletzt, und Ali Seddiki sei vor dem Bahnhof gewürgt worden, bis Landsleute eingriffen. Zugleich ist Hilfe durch einzelne Deutsche belegt: Der Erfurter Lothar Tautz brachte einen bedrängten Algerier in eine Straßenbahn in Sicherheit.

### 11. August
Am Folgetag schien sich die Lage zunächst beruhigt zu haben. Die Sicherheitskräfte bemerkten, dass sich Algerier im Stadtzentrum „korrekt“ verhielten. Am Abend erreichte ein Gerücht das Wohnheim der algerischen Vertragsarbeiter in der Nordhäuser Straße, wonach einige Landsleute wieder angegriffen worden seien. Sofort bewaffnete sich eine Gruppe Algerier mit Stöcken, Drahtseilen und Messern, die jedoch nicht weit kam. Die Straßenbahnfahrer weigerten sich, die Algerier zu befördern, der Bahnbetrieb wurde eingestellt. Die Gruppe beruhigte sich. In einer folgenden Aussprache gaben Algerier an, dass sie sich nicht länger „als Menschen zweiter oder dritter Klasse“ behandeln lassen wollten. Im Wohnheim fanden die Sicherheitskräfte ein Flugblatt: „DDR-Faschisten“ und „Wir wollen wieder nach Hause“ stand darauf. Etwa 50 algerische Arbeiter wollten aus Angst in die Innenstadt ziehen, wurden jedoch durch Betreuer und Polizei gestoppt; der Straßenbahnverkehr wurde hierfür unterbrochen. In Gesprächen mit Behördenvertretern wurde das Vorgehen der Volkspolizei von algerischer Seite scharf kritisiert und mit Rhodesien verglichen.

### 12. August
Am 12. August versammelten sich 50 bis 60 deutsche Jugendliche in der Erfurter Innenstadt. Sie provozierten anwesende Algerier, verhinderten, dass sie zu ihrem Wohnheim kommen konnten, und schlugen sie zusammen. Die Algerier flohen in Panik und Angst um ihr Leben, woraufhin die anwesenden Volkspolizisten sie in den Innenhof der Hauptpost geleiteten. Die deutschen Verfolger stürmten dicht hinter ihnen her. Immer mehr versammelten sich vor der Post. In Sprechchören verlangten die Angreifer, so notierte das MfS, die Herausgabe der Algerier. Die mittlerweile ca. 150 bis 300 Personen riefen: „Schlagt die Algerier tot, jagt sie heim, sie sollen sich wieder in den Busch scheren“, „Gebt die Algerier raus“, „totschlagen“, „aufhängen“, „Deutsche raus – Algerier in Ketten“ oder „schlagt die Bullen tot“. Die Lage wurde nun auch für die Polizisten bedrohlich. Steine flogen, es gab Scherben, doch es gelang den Sicherheitskräften letztlich, die Algerier durch den Hinterausgang zum verdeckten Abtransport zum Wohnheim zu führen. Als der rassistische Mob mit Gewalt in das Gebäude einzudringen versuchte, löste die VP die spontane Versammlung mit Schlagstöcken und dem Einsatz von Hunden auf. Insgesamt wurden 19 Personen vorläufig festgenommen. Zwölf Algerier wurden dabei in der Hauptpost vor Übergriffen geschützt; draußen riefen Hunderte „Wir wollen die Algerier!“ und „Gebt sie uns heraus, wir wollen sie hängen“.

### 13. August
Am nächsten Tag, den 13. August, hatten sich wieder ca. 150 Personen versammelt und es kam zu „lautstarken und provozierenden Diskussionen“ mit Volkspolizisten. Zur gleichen Zeit machten sich Trupps von mit Stöcken bewaffneten schreienden Deutschen zum Wohnheim der Algerier auf. Die VP war alarmiert und konterte mit einem Großaufgebot. Die Gruppe von Rassisten wurde vor dem Wohnheim durch Volkspolizisten aufgelöst, die Daten von 132 DDR-Bürgern aufnahmen und 57 Beteiligte festnahmen. Fünf mutmaßliche „Rädelsführer und Rowdys“ kamen in Untersuchungshaft. Auch an diesem Tag verhinderten Polizeikräfte erneut Angriffe auf die Wohnheime der Algerier.

## Reaktionen und Folgen
Informationen zu den Reaktionen und Folgen auf die Erfurter Pogrome finden sich ebenfalls in den MfS-Akten. So weiß man, dass in den Wochen nach den Vorfällen versucht wurde, die Situation zunächst durch Zeitungsberichte zu klären und auf die existierenden Gerüchte einzugehen. Zudem wurden in Betrieben die Ereignisse ausgewertet, und das Sportangebot für die Algerier wurde dort verstärkt. Die Stasi wertete das als Erfolg. Demnach nutzten nun viele Algerier die Möglichkeiten der Betriebssportgemeinschaften gemeinsam mit ihren deutschen Kollegen.
Gegen 31 beteiligte Deutsche wurde im Nachgang ermittelt, zwölf weitere erhielten eine Ordnungsstrafe. Noch im August fand der Prozess statt. Die „Haupttäter“ erhielten mehrjährige Haftstrafen. Die meisten waren bereits vorbestraft. Die Urteile gegen die „Rädelsführer“ der Hetzjagden ließen die Gerüchte in der Bevölkerung jedoch nicht verstummen. Viele Erfurter kritisierten eine angebliche Ungleichbehandlung. Die Deutschen seien verurteilt worden, dagegen geschehe den Ausländern nichts. Das würde an Rechtsbeugung grenzen.
Nach einer Bestandsaufnahme des MfS im Folgemonat September glaubten damals Mitarbeiter des Angermuseums hartnäckig daran, dass Algerier mit Messern auf Menschen losgegangen seien. Einige DDR-Bürger seien dabei zu Tode gekommen, darunter auch eine Frau. Angestellte in der örtlichen Druckerei gaben an, sich abends nicht mehr auf die Straße zu trauen, da sie möglicherweise von Algeriern überfallen werden könnten. Im Kombinat Umformtechnik empörte sich die Belegschaft darüber, dass drei Deutschen die Kehlen durchgeschnitten worden seien. Im Nordpark hätten Algerier ein Erfurter Paar überfallen. Der Mann sei gleich niedergestochen worden, während die Frau von drei Algeriern vergewaltigt worden sei. Überliefert ist auch die Aussage eines SED-Genossen, der sich gegen die Argumentation seiner Partei wandte. Es gehe gar nicht, so behauptete er, um ideologische Motive, sondern um „natürliche Probleme, die entscheidend ins Gewicht fallen: 150 junge Männer hätten sexuelle Bedürfnisse, denen man Rechnung tragen müsse (Bordell).“
Hartnäckig hielten sich auch Gerüchte über Weisungen oder Informationen staatlicher Stellen an die Bevölkerung, in denen vor Ausländern gewarnt worden sei. Beispielsweise habe die VP angeblich im Erfurter Wohngebiet Rieth „die Bevölkerung zur Vorsicht ermahnt“. In Kindergärten kursierten Gerüchte über Weisungen der Abteilung Volksbildung, „in denen auf Veranlagungen der Algerier, sich schon 9–14-jährigen Mädchen zu nähern, hingewiesen worden sei“. Viele Menschen gingen davon aus, dass bei Klärung von Schuldfragen grundsätzlich Algerier begünstigt werden. Fehlende Presseberichte wurden als „Beweis für die Manipulierung der Vorkommnisse“ bewertet. Ähnlich wie die Gerüchte vor den Ausschreitungen waren auch die Gerüchte nach dem 13. August meist frei erfunden und rassistisch motiviert.
Entsprechend gab es auch weiterhin Auseinandersetzungen und rassistische Anfeindungen. Eine Woche nach der Hetzjagd durch das Erfurter Zentrum fielen wieder einzelne Gruppen von deutschen Jugendlichen auf, die sich an bestimmten Punkten in der Stadt sammelten, um Algerier zu provozieren. Außerdem ging die nationalistische und rassistische Hetze gegen Algerier republikweit weiter und führte letztendlich zum fast vollständigen Rückzug der algerischen Arbeiter aus der DDR durch die algerische Regierung.
Insgesamt wurden 57 Personen vorläufig festgenommen; 27 Verfahren endeten mit Haftstrafen, mindestens acht Personen erhielten Geldstrafen. Am 19. August 1975 verurteilte das Kreisgericht Erfurt fünf Männer zu Freiheitsstrafen zwischen zwei Jahren und drei Monaten und vier Jahren und sechs Monaten; ein sechster wurde später verurteilt. Bereits am 18. August wurden auf einer SED-Veranstaltung im Klubhaus Optima vor rund 850 Parteimitgliedern die Namen der Angeklagten verlesen und die Ausschreitungen als vom Westen gesteuerte „Feindarbeit“ gedeutet. Die Bezirkszeitung Das Volk veröffentlichte am 21. August lediglich eine 16-zeilige Meldung unter der Überschrift „Rowdys verurteilt“. Ein Prüfbericht von sechs MfS-Offizieren (September 1975) bestritt „ernste Versäumnisse“ und stellte den dokumentierten Hundeeinsatz als Gerücht dar.

## Historische Einordnung
Aufgrund der geringen Bekanntheit dieser rassistischen Übergriffe ist auch die Bezeichnung der „vergessenen Pogrome von Erfurt“ aufgekommen. Tatsächlich spielen diese ausländerfeindlichen und pogromartigen Ausschreitungen im öffentlichen Gedächtnis der Stadt Erfurt und Deutschlands insgesamt eine untergeordnete Rolle. Dadurch kam in der Vergangenheit teilweise die falsche Annahme auf, die Ausschreitungen in Rostock-Lichtenhagen im Jahr 1992 wären die ersten pogromartigen Ausschreitungen nach 1945 in Deutschland gewesen.
Die Erkenntnis, dass Rassismus und Rechtsextremismus in der DDR ein weit verbreitetes und andauerndes Problem war, findet sich in den Akten zu den Erfurter Ereignissen nicht. Ausländerfeindliche Vorfälle oder beispielsweise Schändungen von jüdischen Friedhöfen mit nazistischen Parolen gab es in den 1970er Jahren durchaus etliche, auch in Thüringen. Doch ein entsprechendes Problembewusstsein, dass auch innerhalb der DDR-Gesellschaft Ausländerhass und Rassismus alltäglich waren und Rechtsextremismus auch im Sozialismus gedeihen konnte, entwickelte sich den Akten zufolge erst in den 1980er Jahren vor allem mit dem deutlichen Aufkommen unterschiedlicher Jugendkulturen.
Die Ereignisse verschwanden über Jahrzehnte weitgehend aus dem öffentlichen Bewusstsein; bis 1989 blieb die Berichterstattung minimal. Seit den 2020er-Jahren dokumentiert die Oral-History-Forschungsstelle der Universität Erfurt Lebensgeschichten der Betroffenen; zum 50. Jahrestag 2025 fanden am 10. und 11. August öffentliche Veranstaltungen mit Zeitzeugen (u. a. Hamdane Abboud, Manaa Abdelkader und Ali Seddiki) in Erfurt statt. Die Berichte der Betroffenen ergänzen die bisher dominierenden Stasiakten und korrigieren Aspekte der damaligen offiziellen Deutung.